# Kristiansands domkyrka
 Kristiansands domkyrka (bokmål:Kristiansand Domkirke) är katedral i Agder och Telemark stift och församlingskyrka i domkyrkoförsamlingen i Kristiansand. Den nuvarande kyrkan är den tredje domkyrkan i staden och den fjärde kyrkan vid torget i Kristiansand.

## Byggnaden
Kyrkan är byggd efter ritning av arkitekt Henrik Thrap-Meyer och är en av Norges största. Kyrkan har en förenklad gotisk spetsbågestil, och betecknas som nygotik. 
Byggnaden är 70 meter lång och 39 meter bred, och tornet är 70 meter högt. Ursprungligen hade domkyrkan 2 029 sittplatser och 1 216 ståplatser. I dag är den godkänd för 1 500 människor.
För att kunna utnyttja de gamla murarna från kyrkan som brann 1880, blev altaret förlagt mot väster, medan kyrkor normalt brukar ha altaret i öster. 
Byggnadsarbetena blev färdiga den 1 februari 1885, och hade då kostat totalt 240 000 kronor. Kyrkan invigdes den 18 mars 1885 av stiftsprost Johan M. Brun som var fungerande biskop.